# Santuario della Beata Vergine di Muris
Il santuario della Beata Vergine di Muris è una chiesa di Muris, frazione del comune di Pavia di Udine.

## Storia
La prima citazione di un piccolo luogo di culto risale al 1367. L'edificio venne ampliato ed abbellito nel Seicento e Settecento e nel 1805 furono edificate la sacrestia e la casa del custode.
Nel 1809 il santuario fu ridotto a deposito di munizioni dalle truppe francesi e nel 1811 fu demolito. Nel 1847 venne riedificato per volere della popolazione locale.